# گرسدورف (زاکسونی)
گرسدورف (به آلمانی: Gersdorf) یک شهر در آلمان است که در Zwickau (district) واقع شده‌است. گرسدورف ۴٬۳۴۵ نفر جمعیت دارد.

## خواهرخوانده
شهر التلوبهیم خواهرخواندهٔ گرسدورف (زاکسونی) هست.